# Luis Marcos Naveira
Luis Marcos Naveira (Bilbao, 1962), político y químico español. 

## Biografía
Aunque nacido en Bilbao, es de origen burgalés y desde la más tierna infancia reside en Burgos. Cursó sus estudios de EGB en el desaparecido colegio Hispano-Argentino, de Burgos, y posteriormente el bachillerato en el colegio Sagrada Familia. Cursó estudios de Química y se doctoró en Ciencias Químicas en 1996. Actualmente, es profesor de química en la Universidad de Burgos.
Fue Secretario General de la formación castellanista Tierra Comunera de 1994 a 2007. En octubre de 2007, Marcos pasó a secretario de Organización de TC y posteriormente, del Partido Castellano (PCAS), formación política sucesora de Tierra Comunera. Como líder de la formación, llegó a ser Concejal de Cultura y Teniente de Alcalde de Burgos entre 1999 y 2001.
Docente e investigador en el campo de la Química Ambiental, donde ha publicado cerca de un centenar de trabajos científicos en congresos y revistas especializadas. 

## Obras
- "Procesos geoquímicos en las aguas subterráneas de los acuíferos terciarios y cuaternarios de la cuenca del río Arlanzón (Burgos)" (Tesis doctoral. Burgos, 1996)

- Datos: Q5983867